# Иванов, Владимир Иванович (журналист)
Владимир Иванович Иванов (укр. Володимир Іванович Іванов; 7 июля 1948, Новодмитровка, Херсонская область — 18 апреля 1995, Севастополь) — советский и украинский журналист. Главный редактор газеты «Слава Севастополя» (1988—1995). Член Союза журналистов СССР (1982).

## Биография
Родился 7 июля 1948 года в селе Новодмитровка Генического района Херсонской области в семье сельских учителей. Русский по происхождению. Мастер спорта по боксу, кандидат в мастера спорта по тяжёлой атлетике. Начал трудовую деятельность руководителем кружков в восьмилетней школе села Червонопрапорное Генического района. С 1969 по 1971 год проходил срочную службу в рядах Вооружённых сил СССР. После демобилизации работал учителем украинского языка и литературы в Червонопрапорном консультационном пункте Генической заочной средней школы.
С 1973 по 1978 год учился на факультете журналистики Львовского государственного университета имени Ивана Франко. По окончании вуза стал корреспондентом газеты «Слава Севастополя». В мае 1986 года стал заместителем главного редактора, а в 1988 году — главным редактором. С 1982 году стал членом Союза журналистов СССР.
Под руководством Иванова газета выступала за предоставление русским Крыма большей автономии на полуострове. Незадолго до убийства Иванова, газета популяризировала идею свободной экономической зоны в Севастополе и выступала против расширения нефтетерминала в Севастополе, который строила фирма «Югторсан». Иванов получал угрозы убийства и свою последнюю статью он подписал псевдонимом Влад, в честь погибшего российского тележурналиста Владислава Листьева.

## Убийство и расследование

Мемориальная доска

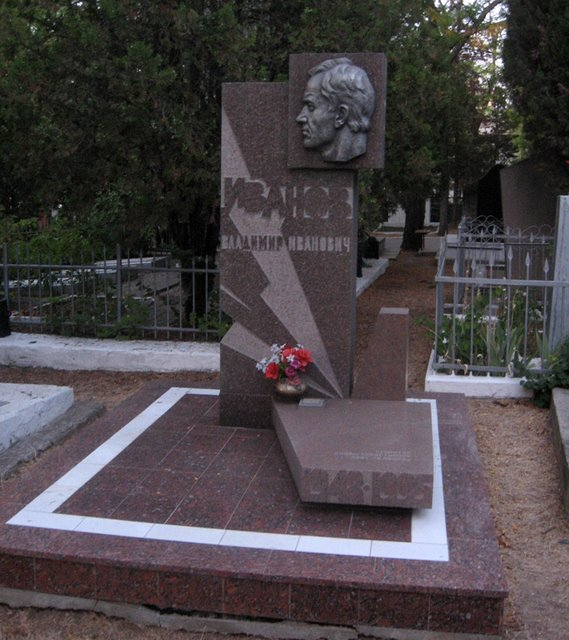
Могила

14 апреля 1995 года Иванов был тяжело ранен возле дома у своего автомобиля. Тогда было взорвано радиоуправляемое взрывное устройство мощностью около 400 граммов тротила, установленное в мусорном баке. В результате взрыва журналист получил множественные ранения, в больнице ему ампутировали ноги, провели операции на руке. От взрыва в ближайших квартирах были выбиты стёкла. Пострадавшему журналисту было перелито около 40 литров крови, однако 18 апреля он скончался.
Центр общественных связей УВД Севастополя на пресс-конференции заявил о причастности главного редактора «Славы Севастополя» к коммерческой мафии. По состоянию на 2017 год убийство Иванова раскрыто не было.

## Память
Похоронен на кладбище Коммунаров. 28 сентября 1997 года на его могиле был открыт памятник. На открытии памятника выступал председатель Национального совета Украины по вопросам телевидения и радиовещания Украины Виктор Петренко. После убийства Иванова газета «Слава Севастополя» учредила ежегодную премию имени Владимира Иванова. На здании редакции газеты (ул. Маяковского, 5) была установлена мемориальная доска.
Имя журналиста увековечено на мемориале в Музее журналистики и новостей в Вашингтоне. На Фестивале журналистики Иванову посмертно был присуждён приз «За журналистскую смелость».

## Личная жизнь
Воспитывал троих сыновей. Один из них Андрей Иванов окончил вуз по специальности «журналист». В 2008 году сын Денис (род. 1991) получил стипендию Президента Украины детям журналистов, погибших в связи с исполнением служебных обязанностей.